# La Candidate (film, 1928)
Pour les articles homonymes, voir La Candidate.
Pour plus de détails, voir Fiche technique et Distribution.
La Candidate (Women They Talk About) est un film américain réalisé par Lloyd Bacon et sorti en 1928.

## Synopsis
Mervin (Claude Gillingwater), banquier dans une petite ville, interdit à sa fille Irene (Irene Rich), d'épouser John Harrison (Anders Randolf), qui travaille dans sa banque. Les années passent, John devient le maire, et Irene en épouse un autre, et part vivre à l'étranger. Après la mort de son mari, elle retourne dans sa ville natale, accompagnée de sa fille, Audrey (Audrey Ferris). Celle-ci tombe amoureuse de Steve (William Collier Jr.), le fils de John Harrison. Irene décide de se porter candidate à la mairie. Harrison charge alors sa police de trouver quelque chose pour discréditer Irene. Mais ne trouvant rien, ils discréditent Audrey à la place. 

## Fiche technique
- Titre original : Women They Talk About
- Titre français : La Candidate
- Réalisation : Lloyd Bacon
- Scénario : Anthony Coldeway, Joseph Jackson, Robert Lord
- Photographie : Frank Kesson
- Montage : Thomas Pratt
- Société de production : Warner Bros.
- Société de distribution : Warner Bros.
- Pays de production :  États-Unis
- Langue originale : anglais
- Format : noir et blanc — 35 mm — 1.37:1 — son monophonique — Vitaphone
- Genre : Comédie dramatique
- Durée : 60 minutes
- Dates de sortie :
  - États-Unis : 11 août 1928 (version sonore) - 8 septembre 1928 (version muette)[1]

## Distribution
- Irene Rich : Irene Mervin Hughes
- Audrey Ferris : Audrey Hughes
- William Collier Jr. : Steve Harrison
- Anders Randolf : John Harrison
- Claude Gillingwater : Grand-père Mervin
- Jack Santoro : Frame-Up Man
- John Miljan : Officier